# Grobowiec Sieniutów

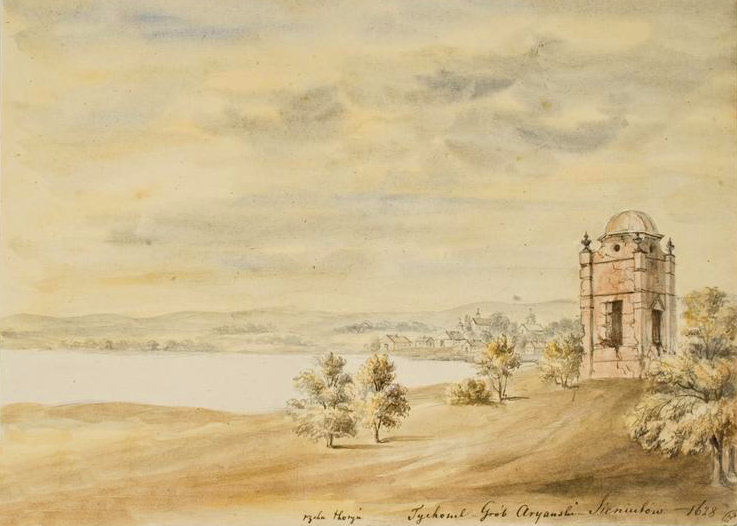
Grobowiec (grób ariański) Sieniutów na akwareli Napoleona Ordy

Grobowiec Sieniutów, czyli kaplica Sieniutów – zabytkowy grobowiec przedstawicieli rodziny Sieniutów na prawym brzegu Horynia w dawnym mieście Tychomel, obecnie wsi w rejonie biłohirskim w obwodzie chmielnickim na Ukrainie. Według akwareli Napoleona Ordy (ok. 1862–1867) został zbudowany w 1628. Pomimo tego faktu, że zgodnie z ustawodawstwom ukraińskim jest pomnikiem architektonicznym, obecnie znajduje się w stanie głęboko posuniętej ruiny.